# Tamopsis floreni
Tamopsis floreni är en spindelart som beskrevs av Cristina A. Rheims och Antonio D. Brescovit 2004. Tamopsis floreni ingår i släktet Tamopsis och familjen Hersiliidae. Inga underarter finns listade i Catalogue of Life.